# 马跑泉
马跑泉，位于中国广东省湛江市雷州市雷城镇伏波庙旁，为湛江市雷州市的一个市级文物保护单位，类型为古遗址，公布时间为1983年6月21日。
马跑泉的历史年代为东汉—清。